# ГЕС Нівіль I
ГЕС Нівіль I (ісп. Embalse El Nihuil) — гідроелектростанція в центральній Аргентині в провінції Мендоса. Знаходячись перед ГЕС Nihuil II, становить верхній ступінь у каскаді на річці Атуель, правій притоці Десагуаде́ро, яка в свою чергу є лівою притокою Ріо-Колорадо, що впадає в Атлантичний океан за сотню кілометрів південніше від Баїя-Бланки.
У межах проекту річку перекрили бетонною арково-гравітаційною греблю висотою 25 метрів та довжиною 315 метрів, яка потребувала 65 тис. м3 матеріалу. Вона утримує водосховище з площею поверхні 96 км2, глибиною від 4 до 20 метрів та об'ємом 384 млн м3, в якому можливе коливання рівня поверхні між позначками 1012 та 1037 метрів НРМ.
Від сховища до машинного залу прокладено дериваційний тунель довжиною 5,9 км, який прямує під лівобережним гірським масивом та на завершальному етапі сполучений з надземним балансувальним резервуаром баштового типу. Основне обладнання станції складають чотири турбіни типу Френсіс потужністю по 18,5 МВт, які при напорі 158 метрів забезпечують виробництво 365 млн кВт-год електроенергії на рік.